# Rezolucja z Lahore
Rezolucja z Lahore (urdu: قرارداد لاہور, Qarardad-e-Lahaur; bengalski: লাহোর প্রস্তাব, lahor Prostab) – rezolucja uchwalona 23 marca 1940 roku przez Ligę Muzułmańską, która doprowadziła do powstania Pakistanu dnia 14 sierpnia 1947 roku.

## Historia

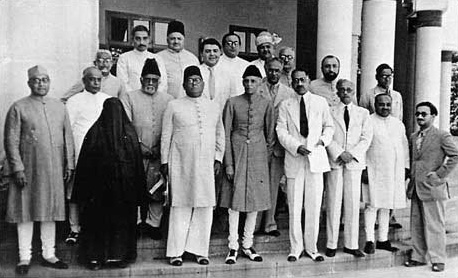
Przedstawiciele Ligi Muzułmańskiej podczas sesji w Lahore w marcu 1940 roku

Liga Muzułmańska powstała w 1906 roku z inicjatywy władz angielskich i miała reprezentować wszystkich wyznawców islamu w Indiach. Jej zadaniem było również propagowanie lojalności wobec władz angielskich. W 1937 roku po sukcesie wyborczym zaczęła domagać się utworzenia państwa muzułmańskiego. W marcu 1940 roku Liga uchwaliła rezolucję z Lahore. Uchwała ta odrzucała koncepcję Indii ze współistniejącymi religiami, domagając się wydzielenia z Indii północno-wschodnich i zachodnich oddzielnego kraju dla indyjskich muzułmanów. Została ona jednogłośnie przegłosowana podczas 27. dorocznej sesji Ligi Muzułmańskiej w Lahore pod przewodnictwem Quaid-e-Azama Muhammada Ali Jinnaha. Odbyła się ona w dniach 22–24 marca 1940 roku w Lahore. Miejscem obrad był park Minto, w którym w dniu inauguracji zgromadziło się około 100 000 osób. Obrady rozpoczęły się o godzinie piętnastej. Po powitaniu zebranych historyczne, dwugodzinne przemówienie wygłosił Quaid-e-Azama Muhammad Ali Jinnah. Tekst rezolucji został przedstawiony przez ministra Bengalu Abula Kasem Fazlul Haque w dniu 23 marca. Odrzucała ona koncepcję przedstawianą przez Gandhiego zjednoczonych Indii niezależnie od religii, a domagała się wydzielenia z Indii północno-wschodnich i zachodnich oddzielnego kraju dla muzułmanów. Rezolucja doprowadziła do powstania 14 sierpnia 1947 roku Pakistanu.

## Upamiętnienie
Dzień 23 marca jest w Pakistanie obchodzony jako święto narodowe. W parku, w miejscu ustanowienia rezolucji, w latach 1960–1968 zbudowano Minar-e-Pakistan.